# ノベルアップ+
ノベルアップ+（ノベルアッププラス、英: Novel Up Plus）は、株式会社ホビージャパンが運営する小説投稿サイト。

## 概要
「誰でも小説作品を投稿でき､また自由に読むことができて､ユーザーみんなで作品を応援して育てていけるサービス」をコンセプトに2019年7月18日に正式オープンした。
作者登録を行うことで、小説をWeb上に投稿することができる。ホビージャパンが直接運営するサイトのため、同社の出版レーベル『HJ文庫』や『HJノベルス』の作品の試し読みやスピンオフなども公開されている。
本サイトの特徴として読者が「応援ポイント」(無料）や「ノベラポイント」(有料）付きのコメントやスタンプを送ることで、好きな作品や作家を直接「応援」することができる。「応援」することにより、作品のランキングが変動する。また、このなかでも有料の「ノベラポイント」は、作者側に「貢献ポイント」として貯まる。この「貢献ポイント」は現金やサイト内ショップでスタンプやアバターなどに交換することができる。
『小説家になろう』などの他の小説投稿サイトと同じく、新人発掘を目的に自社レーベルによる文学賞なども開催されている。

## 沿革

### 2019年
- 4月26日 - 事前登録サイト公開[5]
- 5月17日 - 投稿作品募集開始[6]
- 5月29日 - プレオープン[5]
- 7月18日 - 正式オープン[7]

### 2020年
- 3月9日 - 公開作品件数が13,000件を突破[8]

## 開催された主なコンテスト
日付は応募開始から応募終了日まで。
太字は応募期間中または開催予定のコンテスト。

### 2019年
- 第1回ノベルアップ+小説大賞 7月18日-8月31日
- 第1回歴史・時代小説大賞 9月30日-11月30日
- アームズマガジン ミニコンテストVol.01 10月25日-12月20日

### 2020年
- 『インフィニット・デンドログラム』シェアワールド短編コンテスト 1月9日-2月29日
- 第2回ノベルアップ+小説大賞 1月17日-3月31日
- 『ウルトラジャンプ』マンガ原作プロットコンテスト 4月13日-6月12日
- ミステリー短編小説コンテスト 6月19日-7月31日
- 第1回ノベルアップ＋ イラストコンテスト 6月26日-8月31日
- アミューズメントメディア総合学院×ノベルアップ＋ ショートストーリー作品コンテスト -9月30日
- クトゥルフの呼び声短編コンテスト 8月21日-9月30日
- クイーンズブレイド杯 小説コンテスト 8月14日-10月31日
- 禁断の夜食グルメエッセイコンテスト 10月21日-11月30日
- ノベプラBLフェア2020 11月13日-12月12日
- HJ小説大賞2020後期（第3回ノベルアップ+小説大賞の改名） 11月2日 - 2021年2月28日

### 2021年
- 今年の抱負俳句フェア 1月1日-1月17日

## イメージキャラクター
昨今の小説サイトではサイトそれぞれにイメージキャラクターを配することが多くなっているが、ノベルアッププラスは特にその傾向が強い。またサイト自身でもそれらイメージキャラクターを用いての二次創作を解禁、他サイトに見ない独自性を出している。またノベプラ公式部！というページにて各キャラクターの紹介を載せる。

### メインキャラクター
- ノベラ

サイト開設当初よりイメージキャラ兼広報として活動（のべらちゃんさん Web小説投稿･ノベルアップ＋公式 (@Novel_Up_Plus) - X（旧Twitter））。うどんが好き、かわいい探しに余念がない、眼鏡が本体、などの特徴がある。
- ステラ

ノベラの妹キャラとして追加登場。ソバとノベラが大好き、目立ちたいが努力はしたくない、などの属性を付加されている。

### スタンプキャラクター
- ウルスラ
- JK
- 文学少女
- 女子作家
- 探偵
- エルフ
- ロボ先生
- 邪気眼ぱいせん
- 黒百合さん
- 白百合さん
- ひよこ剣士
- 女神官
- れびゅにゃ～
- 女騎士
- あんでっどさん
- メイド
- 燃え尽き先生
- 着物少女
- ドラゴン
- 管理人さん
- ブルーマーメイド
- ナース
- 応援団長
- 土偶
- ぷれ子

## 映像化作品

### アニメ化
| 作品                                                                                | 放送年 | アニメーション制作    | 備考 |
| ----------------------------------------------------------------------------------- | ------ | --------------------- | ---- |
| 名湯『異世界の湯』開拓記 〜アラフォー温泉マニアの転生先は、のんびり温泉天国でした〜 | 2024年 | BloomZ ウルフズベイン |      |